# Cserszegi fűszeres
A cserszegi fűszeres a szőlőfélék (Vitaceae) családjába, a bortermő szőlőkhöz (Vitis vinifera) tartozó fehér szőlőfajta.

## A fajta kinemesítésének története
A fajtát 1960-ban a Keszthely melletti Cserszegtomajon Bakonyi Károly keresztezte az Irsai Olivér és a piros tramini szőlőfajtákból. A kísérletnek az volt a célja, hogy egy olyan szőlőfajtát nyerjenek, amely amellett, hogy finom bort ad, két másik kikötésnek is megfelel: jól bírja a téli hideget és hamar érik. Ez azért volt fontos, mert ezt a szőlőfajtát inkább az ország északabbi felébe szánták, ahol kevesebb a napfény, hamarabb jön az ősz, és hidegebbek a telek.
A fajta nem volt rögtön átütő sikerű, csak elszórtan telepítették. Bár a szőlőnek szüksége van a téli hidegre (ez kényszeríti pihenésre), mégis a túl nagy hideg és túl hosszú fagy kárt tehet a növényekben – ahol ez jellemző volt, a szőlészek nem szívesen telepítették. Az 1984–85-ös és az 1986–87-es kemény telek viszont jelentős károkat okoztak: ekkor került a figyelem középpontjába a Bianca fajtával együtt a cserszegi fűszeres is.

## Jellemzői
Fürtje közepes méretű, alakja kúpos, vállas, közepesen tömött. Bogyói kicsik, gömbölyűek, az érés kezdetén „húspiros” színűek, majd kifakulva az érés végére inkább borostyánszínűek; vékony, de szívós héjúak, lédúsak. Korán fakad, virágzik és érik, de a szüretelésre csak szeptember második felében kerül sor. Növekedési erélye közepes, a kondicionális állapotra ügyelni kell. 10–12 t/ha termésre szakszerű művelés mellett hosszú távon is képes. Kevés másodtermést hoz.
A biztonságosan beérő termés cukortartalma eléri, sőt gyakran meghaladja a 18 mustfokot. A must savtartalma 8–10 g/l között változik, nem lágyul le.
Megfelelő időben szüretelt termésének bora muskotályos illatú, fűszeres zamatú, harmonikus savtartalmú, extraktban gazdag, ami önmagában vagy házasított formában értékes lehet.
A téli fagyokkal szembeni tűrőképessége kiemelkedő, ezért a síkvidéki szőlőtermesztés megbízható fajtájává vált. A szárazságra viszont érzékeny, ilyen viszonyok között mérsékelten kell terhelni, különben fonnyadni kezd. A rothadásnak viszonylag ellenáll. Alkalmas a magasművelésű tőkeformákra, de a tőkék terhelését fokozott figyelemmel kell kísérni, hogy a túlterhelés elkerülhető legyen. 6–8 rügy/négyzetméter rügyterheléssel kielégítően terem. A terhelést hosszúcsapokon illetve félszálvesszőkön célszerű elosztani. Nem nevel sűrű lombot, mérsékelt zöldmunkával tőkéi kézben tarthatók.
Hazánkban jellemzően a csongrádi, hajós-bajai, kunsági, etyek-budai, balaton-felvidéki, zalai borvidéken termesztik.
A cserszegi fűszeres a ceglédi Ungváry László Borrend zászlósbora.